# Annay (Pas de Calais)
Annay és un municipi francès situat al departament del Pas de Calais i a la regió dels Alts de França. L'any 2007 tenia 4.389 habitants.

## Demografia

### Població
El 2007 la població de fet d'Annay era de 4.389 persones. Hi havia 1.596 famílies de les quals 344 eren unipersonals (158 homes vivint sols i 186 dones vivint soles), 497 parelles sense fills, 602 parelles amb fills i 153 famílies monoparentals amb fills.
La població ha evolucionat segons el següent gràfic:
Habitants censats

### Habitatges
El 2007 hi havia 1.704 habitatges, 1.644 eren l'habitatge principal de la família, 2 eren segones residències i 58 estaven desocupats. 1.627 eren cases i 73 eren apartaments. Dels 1.644 habitatges principals, 1.211 estaven ocupats pels seus propietaris, 408 estaven llogats i ocupats pels llogaters i 25 estaven cedits a títol gratuït; 5 tenien una cambra, 35 en tenien dues, 197 en tenien tres, 526 en tenien quatre i 881 en tenien cinc o més. 1.295 habitatges disposaven pel capbaix d'una plaça de pàrquing. A 768 habitatges hi havia un automòbil i a 594 n'hi havia dos o més.

### Piràmide de població
La piràmide de població per edats i sexe el 2009 era:
| Homes | Edats   | Dones |
| ----- | ------- | ----- |
| 0     | 95 o +  | 0     |
| 0     | 90 a 94 | 4     |
| 4     | 85 a 89 | 20    |
| 20    | 80 a 84 | 28    |
| 56    | 75 a 79 | 80    |
| 92    | 70 a 74 | 144   |
| 68    | 65 a 69 | 124   |
| 80    | 60 a 64 | 84    |
| 100   | 55 a 59 | 92    |
| 112   | 50 a 54 | 132   |
| 216   | 45 a 49 | 160   |
| 168   | 40 a 44 | 212   |
| 200   | 35 a 39 | 180   |
| 140   | 30 a 34 | 168   |
| 120   | 25 a 29 | 168   |
| 144   | 20 a 24 | 144   |
| 216   | 15 a 19 | 192   |
| 204   | 10 a 14 | 156   |
| 216   | 5 a 9   | 148   |
| 124   | 0 a 4   | 144   |

## Economia
El 2007 la població en edat de treballar era de 2.941 persones, 1.875 eren actives i 1.066 eren inactives. De les 1.875 persones actives 1.615 estaven ocupades (909 homes i 706 dones) i 260 estaven aturades (140 homes i 120 dones). De les 1.066 persones inactives 292 estaven jubilades, 313 estaven estudiant i 461 estaven classificades com a «altres inactius».

### Ingressos
El 2009 a Annay hi havia 1.612 unitats fiscals que integraven 4.251 persones, la mediana anual d'ingressos fiscals per persona era de 15.323 €.

### Activitats econòmiques
Dels 128 establiments que hi havia el 2007, 1 era d'una empresa extractiva, 3 d'empreses alimentàries, 8 d'empreses de fabricació d'altres productes industrials, 14 d'empreses de construcció, 36 d'empreses de comerç i reparació d'automòbils, 8 d'empreses de transport, 14 d'empreses d'hostatgeria i restauració, 1 d'una empresa d'informació i comunicació, 6 d'empreses financeres, 4 d'empreses immobiliàries, 10 d'empreses de serveis, 17 d'entitats de l'administració pública i 6 d'empreses classificades com a «altres activitats de serveis».
Dels 30 establiments de servei als particulars que hi havia el 2009, 1 era una oficina de correu, 1 una oficina bancària, 3 tallers de reparació d'automòbils i de material agrícola, 1 establiment de lloguer de cotxes, 2 paletes, 2 guixaires pintors, 2 lampisteries, 2 electricistes, 1 empresa de construcció, 4 perruqueries, 9 restaurants, 1 agència immobiliària i 1 saló de bellesa.
Dels 9 establiments comercials que hi havia el 2009, 2 eren supermercats, 2 fleques, 1 una fleca, 1 una botiga d'electrodomèstics, 1 una botiga de mobles i 2 floristeries.
L'any 2000 a Annay hi havia 5 explotacions agrícoles.

## Equipaments sanitaris i escolars
El 2009 hi havia 2 farmàcies i 1 ambulància.
El 2009 hi havia 2 escoles maternals i 2 escoles elementals.

## Poblacions més properes
El següent diagrama mostra les poblacions més properes.